# Lycosa affinis
Lycosa affinis là một loài nhện trong họ Lycosidae.
Loài này thuộc chi Lycosa. Lycosa affinis được Hippolyte Lucas miêu tả năm 1846.